# Rocca di Novara
Die Rocca di Novara, auch Rocca Salvatesta ist mit einer Höhe von 1340 m einer der höchsten Gipfel der Monti Peloritani auf Sizilien. Sie liegt im westlichen Teil dieses Gebirges in der Nähe der Orte Novara di Sicilia und Fondachelli-Fantina nahe der Straße von Taormina nach Terme Vigliatore.
Die Rocca di Novara ist zwar nicht der höchste, aber dafür der markanteste Berg der Monti Peloritani. Ihr Gipfel besteht aus einem schlanken, hohen Kalkfelsen. Durch ihre charakteristische Form und ihre Höhe ist die Rocca di Novara weithin sichtbar und kann als Orientierungspunkt dienen.

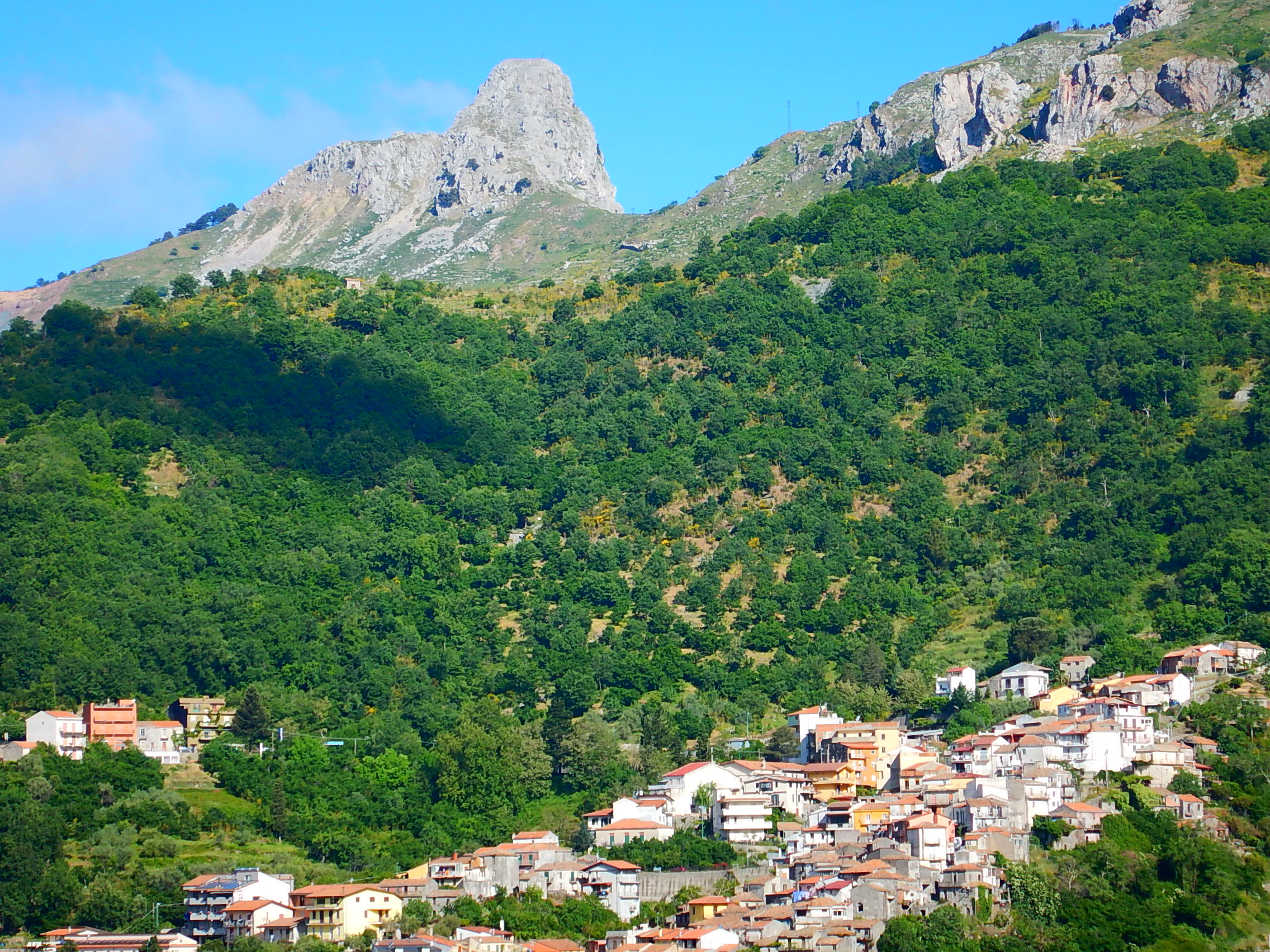
Ansicht im Frühling von Fondachelli-Fantina.
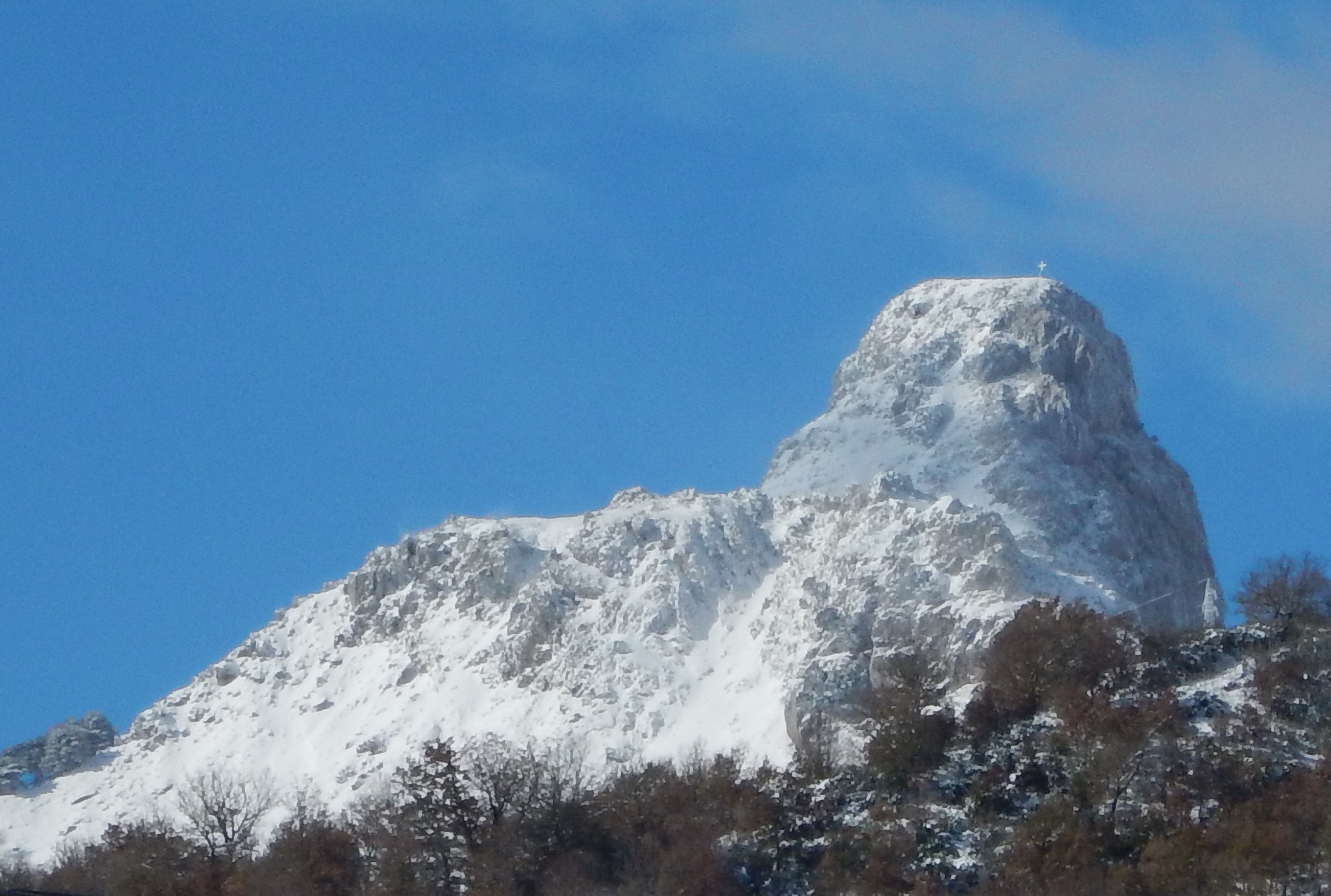
Ansicht im Winter.